# Hieracium jaworowae
Hieracium jaworowae es una especie de planta con flor del género Hieracium, de la familia Asteraceae, orden Asterales.

## Distribución
Hieracium jaworowae se distribuye por Rumania y Ucrania.

## Taxonomía
Fue descrita científicamente por (Zahn) R. N. Shlyakov.
Tratamiento taxonómico
La especie aparece registrada y publicada en Fl. Evropeískoí Chasti SSSR.